# Hologymnosus doliatus
 Hologymnosus doliatus és una espècie de peix de la família dels làbrids i de l'ordre dels perciformes.

## Morfologia
Els mascles poden assolir els 50 cm de longitud total.

## Distribució geogràfica
Es troba des de l'Àfrica oriental fins al sud de KwaZulu-Natal (Sud-àfrica), Samoa i les Illes de la Línia.